# Flughafen Barisal

i7
i11
i13
Der Flughafen Barisal (bengalisch বরিশাল বিমানবন্দর, englisch Barisal Airport, IATA-Code: BZL, ICAO-Code: VGBR) ist ein Inlandsflughafen nahe der gleichnamigen Stadt Barisal im Süden von Bangladesch. Der Flughafen wird durch die Civil Aviation Authority of Bangladesh betrieben. Einziger Zielflughafen ist der 116 Kilometer Luftlinie entfernte Flughafen Dhaka. In den drei Monaten April bis Juni 2013 wurden 798 Passagiere und 94 Tonnen Fracht in Barisal abgefertigt (zuvor gab es einige Zeit lang gar keinen Flugbetrieb). Der Flughafen war damit der nach Umschlag bei weitem kleinste unter den damals fünf Inlandsflughäfen und drei internationalen Flughäfen von Bangladesch.

## Geschichte und Ausbaupläne
Im Jahr 1968 war in Barisal eine Start- und Landebahn mit den Abmessungen 549 Meter × 18 Meter (1800 ft × 60 ft) eröffnet worden, die vor allem für Kleinflugzeuge, die Pestizide über den umliegenden landwirtschaftlichen Flächen versprühen sollten, gedacht war. Ab 1992/1993 wurde die Start- und Landebahn auf 1829 Meter × 30 Meter (6000 ft × 100 ft) ausgebaut. Der ausgebaute Flughafen wurde 1999 als Regionalflughafen eröffnet. Die Gesamtausbaukosten betrugen 244,9 Millionen Taka (ca. 4,4 Millionen Euro 1999).
Am 3. Oktober 2015 gab das Transportministerium von Bangladesch bekannt, dass der Flughafen weiter ausgebaut werden soll. Unter anderem soll die Start- und Landebahn auf 2590 Meter × 45 Meter vergrößert werden. Der in der Regel für Flugverbindungen nach Barisal verwendete Flugzeugtyp ist die De Havilland DHC-8. Nach den Anforderungen der International Civil Aviation Organization (ICAO), sollte ein Flughafen, auf dem dieser Maschinentyp landen soll, eine Start- und Landebahn mindestens mit den Abmessungen 1200–1800 Meter Länge × 45 Meter Breite haben. Der Flughafen Barisal erfüllte diese Anforderungen hinsichtlich der Breite der Bahn bisher nicht, was nach dem Ausbau jedoch der Fall sein wird. Die Zahl der Flugzeugparkplätze soll von derzeit drei auf fünf erhöht werden. Der Ausbau soll bis Juni 2018 abgeschlossen sein und die Gesamtkosten wurden auf 6,89 Milliarden Taka (ca. 79 Millionen Euro) veranschlagt. Bisher (Stand 2015) kann der Flughafen mangels ausreichender Beleuchtung der Start- und Landebahn nur zur Tageszeit angeflogen werden.

## Flugbetrieb
Früher wurde der Flughafen von verschiedenen kleinen Fluggesellschaften (Aero Bengal Airlines, Air Parabat, GMG Airlines, United Airways) angeflogen, die jedoch ihre Flugverbindungen mangels Nachfrage und bei fehlender Rentabilität wieder einstellten. Einige Jahre gab es keinen kommerziellen Flugbetrieb.
Biman Bangladesh Airlines, die bereits von Dezember 1995 bis November 2006 den Flughafen bedient hatte, nahm am 8. April 2015 ihre Flüge nach Barisal wieder auf. US-Bangla Airlines fliegt den Flughafen seit Juli 2015 ebenfalls an. Gegenwärtig landet im Durchschnitt weniger als ein Linienflugzeug täglich auf dem Flughafen.
Im Jahr 2007 wurde der Flughafen intensiv von Frachtflugzeugen genutzt, die Hilfsgüter in die vom Zyklon Sidr verwüsteten südlichen Distrikte Bangladeschs brachten.